# Eudendrium rameum
Eudendrium rameum is een hydroïdpoliep uit de familie Eudendriidae.

## Beschrijving
De kolonies kunnen tot 25 cm hoog worden. Ze zijn sterk vertakt. De hoofdstam is bruin en beduidend dikker dan de takken. De takdiameter neemt gelijkmatig af met de afstand tot de stengel. De poliepen zijn roze gekleurd en hebben 20-24 tentakels. Het kan worden verward met Eudendrium ramosum; echter de takken van E. ramosum neigen meer naar boven, waardoor de kolonie een slanker en rechtopstaand profiel krijgt.

## Verspreiding
Deze hydroïdpoliep is een kosmopoliet die vrijwel overal in de Atlantische Oceaan te vinden is. Het groeit op hard substraat op dieptes tussen 5 en 100 meter.